# Stenophantes patagonicus
Stenophantes patagonicus là một loài bọ cánh cứng trong họ Cerambycidae.